# Slobidka, Horodenka
Slobidka (în ucraineană Слобідка) este o comună în raionul Horodenka, regiunea Ivano-Frankivsk, Ucraina, formată numai din satul de reședință.

## Demografie
Componența lingvistică a comunei Slobidka
     Ucraineană (99,61%)
     Alte limbi (0,39%)
Conform recensământului din 2001, majoritatea populației comunei Slobidka era vorbitoare de ucraineană (99,61%), existând în minoritate și vorbitori de alte limbi.